# Francis Urquhart
Francis Ewan Urquhart,  är en fiktiv brittisk politiker som är huvudperson i Michael Dobbs romansvit House of Cards (1989), To Play a King(1992)  och The Final Cut samt i den brittiska TV-serien Maktens män baserad på Dobbs romaner. Urquhart är först konservativ chefsinpiskare i det brittiska underhuset och blir sedan premiärminister. Han framställdes i TV-serien av den skotske skådespelaren Ian Richardson (1934–2007).
Urquhart kännetecknades i serien av "elegant ondska" och av sitt  sätt att citera  Shakespeare. Han blev också känd för hur han läckte känslig information till journalister med frasen  "Ni får gärna tro det, men det är det omöjligt för mig att kommentera", ett uttryck som sedan använts i brittisk politik och media.
I den amerikanska TV-serien House of Cards har Urquharats roll ändrats till Frank Underwood, kongressrepresentant från South Carolina. 